# Ophionereis albomaculata
Ophionereis albomaculata is een slangster uit de familie Ophionereididae. De wetenschappelijke naam van de soort werd in 1877 gepubliceerd door Edgar Albert Smith.

## Synoniemen
- Ophionereis nuda Lütken & Mortensen, 1899[1]
- Ophionereis roosevelti H.L. Clark, 1939